# Kristus i Martas och Marias hus (Vermeer)
Kristus i Martas och Marias hus är en oljemålning av Johannes Vermeer från 1655.

## Beskrivning av målningen
Målningen avbildar Kristus på besök hos sina vänner systrarna Marta och Maria i byn Betania, på östra sidan av Olivberget, en episod som beskrivits i Lukasevangeliet:
| ”                                  | När de nu var på vandring, gick han in i en by, och en kvinna, vid namn Marta, tog emot honom i sitt hus. Och hon hade en syster, som hette Maria; denna satte sig ned vid Herrens fötter och hörde på hans ord. Men Marta var upptagen av allehanda bestyr för att tjäna honom. Och hon gick fram och sade: "Herre, frågar du icke efter att min syster har lämnat alla bestyr åt mig allena? Säg nu till henne att hon hjälper mig." Då svarade Herren, och sade till henne: "Marta, Marta, du gör dig bekymmer och oro för mångahanda, men allena ett är nödvändigt. Maria har utvalt den goda delen, och den skall icke tagas ifrån henne." | „ |
| – Evangelium enligt Lukas 10:38-42 | |   |

Kristus i Martas och Marias hus var ett vanligt konstmotiv framför allt i Flandern och Nederländerna under 1500-talet, och även in på 1600-talet. I tidens religiösa kontext illustrerade den en av en grundläggande skillnad mellan katoliker och protestanter i synen på den möjliga vägen att genom goda handlingar nå frälsning. 
Målningen är den äldsta kända av Johannes Vermeer. Stilen påminner om målningar från Utrecht, framför allt av Abraham Bloemaert och Hendrik ter Brugghen. Dessa konstnärer använde dock själva aldrig Marta-och-Maria-motivet i sina målningar. Någon mer precis förebild till Vermeers målning har inte identifierats, men kompositionella likheter har påtalats med en målning av flamländaren Erasmus Quellinus II från 1645, som Vermeer skulle ha kunnat se i Antwerpen.

## Proveniens
Målningens tidiga ägare är inte kända.  Den kom till offentlig kännedom först omkring 1880 och identifierades som en målning av Vermeer först 1901, efter det att hans signatur kommit fram efter en rengöring skett av konsthandlarna Forbes & Paterson i London. År 1901 köptes den av den skotske sytrådsfabrikören William Allan Coats (1853–1926) i Dalkairth nära Dumfries i Skottland och 1927 donerades den till nuvarande ägare, National Gallery of Scotland i Edinburgh, av dennes arvingar.